# 瓦连京·马济金
瓦连京·彼得罗维奇·马济金（俄语：Валентин Петрович Мазикин，1945年12月17日—2022年1月21日），俄罗斯政治人物，曾任克麦罗沃州代理州长。

## 生平
1945年12月17日出生于克麦罗沃州普罗梅什连纳亚。1970年毕业于库兹巴斯理工学院采矿系，从事矿业开采工作。1987年，任“共青团”矿山负责人。1993年，任列宁煤炭公司负责人。
1992年获副博士学位。1997年获全博士学位。1998年8月起任克麦罗沃州副州长，分管能源和燃料工作。2001年1月起第一副州长。
2001年1月25日，阿曼·图列耶夫提前辞去克麦罗沃地区州长一职，瓦连京·马济金成为克麦罗沃州代理州长。在2001年4月22日州长选举中，阿曼·图列夫再次获胜，并于5月4日就职。2013年11月25日，瓦连京·马济金辞去第一副州长职务。
2022年1月21日，在克麦罗沃逝世。

## 荣誉
- 四级祖国功勋勋章（2005年12月21日）[3]
- 亚历山大·涅夫斯基勋章（2012年12月29日）
- 荣誉勋章（1996年5月2日）[4]